# Jean-Baptiste-Benoît Monestier
Jean-Baptiste-Benoît Monestier, né le 31 octobre 1745 à La Sauvetat et décédé le 29 novembre 1820 à Saint-Sauveur-la-Sagne, fut un homme d'Église puis un homme politique français. Son frère Michel Monestier fut maire de Clermont-Ferrand de 1792 à 1794.

## Biographie

### Vie ecclésiastique
Monestier fait carrière dans les ordres et occupe sous l'Ancien Régime la charge de chanoine du chapitre de Saint-Pierre de Clermont.
En 1791, après l'adoption de la Constitution civile du clergé, il est nommé premier vicaire épiscopal auprès du nouvel évêque constitutionnel de Clermont Jean-François Périer.

### Carrière politique
Engagé dans le mouvement révolutionnaire, ami de Georges Couthon, Monestier parvient le 7 septembre 1792 à se faire élire député du Puy-de-Dôme à la Convention, le dixième sur douze. Il s'installe sur les bancs de la Montagne. Au procès de Louis XVI, il vote contre l'appel au peuple, pour la peine de mort et contre le sursis.
Début 1793, Monestier abandonne ses fonctions ecclésiastiques à la tribune du Club des Jacobins puis devant le comité d'Instruction publique. Il renonce au catholicisme et refuse la pension que lui accorde la loi. 
Ardent adversaire des Girondins, il refuse après le 2 juin que les protestations de Vergniaud soient entendues à la tribune de la Convention. 
À l'été 1793 Monestier est envoyé en mission dans les Hautes-Pyrénées. À Tarbes, il fait sévèrement appliquer la Terreur révolutionnaire. Très vite, il se heurte dans sa mission aux partisans de Bertrand Barère, député du lieu et puissant membre du Comité de salut public. En juillet 1793 il fait arrêter huit administrateurs du département et les envoie à Paris devant le Tribunal révolutionnaire. Barère obtient cependant leur élargissement. Quelques mois plus tard, Monestier n'hésite pas à faire arrêter Jacques Barère, cousin du rapporteur au Comité de Salut public, et Augustin Bousigues, époux d'une cousine de celui-ci et membre de la Société populaire de Tarbes. Mais à nouveau ce dernier intervient en faveur du prisonnier.
Malgré la haine dont le poursuit désormais Barère, Monestier continue sa mission. Le 16 mars 1794 il fait fermer toutes les églises et transforme la cathédrale en temple de la Raison. Le 28 avril il réorganise la Société populaire de Tarbes. Il est rappelé à Paris par le Comité de Salut public le 7 messidor an II (25 juin 1794). 
Après le 9 thermidor, Monestier reste fidèle à ses opinions montagnardes et s'oppose à toute réaction. Président du Club des Jacobins en novembre 1794, il tente sans succès d'empêcher la dissolution de celui-ci.
Le 20 mai 1795, il soutient l'insurrection du 1er prairial ce qui le rend très suspect aux yeux des thermidoriens. Le 13 prairial an III (1er juin), il est décrété d'arrestation pour terrorisme et dilapidations après une dénonciation de Joachim Perez, député du Gers. Il est incarcéré pendant cinq mois et rendu à la liberté par l'amnistie du 26 octobre.

### Carrière juridique
Revenu à la vie civile, Monestier devient sous le Directoire président du tribunal criminel du Puy-de-Dôme. En 1800, le Consulat lui retire sa charge et il s'établit comme notaire. Frappé de cécité en 1814, il doit prendre sa retraite. 

### Fin de vie
Régicide, Monestier aurait pu être condamné à l'exil par la Seconde Restauration, mais son triste état de santé, constaté par un médecin envoyé par le préfet du Puy-de-Dôme, lui permet de rester en France.
Il meurt dans l'anonymat en 1820, à l'âge de soixante-quinze ans.

## Sources
- « Monestier (Jean-Baptiste-Benoît) », dans Adolphe Robert et Gaston Cougny, Dictionnaire des parlementaires français, Edgar Bourloton, 1889-1891 [détail de l’édition] [texte sur Sycomore]
- Françoise Brunel, "Les derniers Montagnards et l'unité révolutionnaire", Annales historiques de la Révolution française no 229, 1977, p. 385-404.

## Publications
- Correspondance de J.-B.-B. Monestier, député du Puy-de-Dôme à la Convention. Le Conventionnel. 1re partie : à l'Assemblée. 2e partie : en mission, 1897 (lire en ligne)